# Marcoussis
Marcoussis (/maʁkusi/ⓘ) es una población y comuna francesa, ubicada en la región de Isla de Francia, departamento de Essonne, en el distrito de Palaiseau y cantón de Montlhéry.

## Demografía
| 2187 | 2635 | 3980 | 4465 | 5680 | 7226 |
| Para los censos de 1962 a 1999 la población legal corresponde a la población sin duplicidades (Fuente: INSEE [Consultar]) |      |      |      |      |      |